# Constitució de Noruega
La Constitució de Noruega fou aprovada el 16 de maig de 1814 per una assemblea constituent noruega reunida a Eidsvoll, una petita ciutat al nord d'Oslo que en aquella època s'anomenava Christiania. La constitució es va firmar i datar el 17 de maig, que va passar a ser el dia nacional de Noruega. En aquella època, fou considerada una de les constitucions més radicals i democràtiques d'Europa.

## Història
La constitució de Noruega fou inspirada per la Declaració d'Independència dels Estats Units de 1776 i per la Revolució Francesa de 1789, juntament amb les dues constitucions que van seguir a aquestes revolucions.
Després d'una campanya contra Noruega per part de Suècia, la Convenció de Moss va obligar a Noruega establir una unió personal amb Suècia, d'aquesta manera es formava la Unió entre Suècia i Noruega, que havia d'esmenar la seva constitució ja el 4 de novembre de 1814. Aquestes esmenes foren derogades el 1905 quan fou dissolta la unió, que havia durat 90 anys. Des de 1814 s'han realitzat diferents esmenes a la constitució, la més recent el 20 de febrer de 2006.

## Desenvolupament de la Constitució
La necessitat de reformar la constitució de 1814 fou producte de la seva edat, a mesura que es desenvolupava la democràcia a Noruega es va fer evident que algunes porcions de la constitució havien quedat obsoletes. Per exemple, el poder executiu, que segons la Constitució corresponia al rei, cada vegada amb major força quedava en mans del Consell d'Estat(statsråd). De la mateixa manera, originalment el rei tenia el dret de designar els membres del Consell, que només eren responsables davant d'ell pels seus actes, i no podien ser elegits d'entre els membres de la Storting (el parlament). Amb l'establiment del parlamentarisme a la dècada de 1870, el Consell fou elegit mitjançant eleccions generals. El rei es va limitar llavors a nomenar els membres del partit o coalició que tinguessin majoria a l'Storting. A més, el Consell va quedar obligat a retre comptes davant del Storting, en el sentit que un vot de confiança no reeixit obligava el govern a dimitir. Aquest últimfet va succeir el març de 2000 quan la coalició de govern es va considerar incapaç d'acceptar la introducció de centrals elèctriques de gas natural perquè eren nocives per al medi ambient: una majoria de la Storting els va donar suport.
A la pràctica, a més d'aquests canvis, hi ha hagut nombroses modificacions i canvis en el text. Potser la més famosa és l'eliminació del paràgraf jueu, una relíquia dels primitius governants danesos, el paràgraf núm.2 deia literalment: La religió evangèlicoluterana és la religió pública de l'Estat. Aquells habitants que professen aquestes religions estan obligats a criar-hi els seus fills. No estan permesos els jesuïtes, ni les ordes monacals. També es prohibeix l'ingrés de jueus al regne. El 1851 es va eliminar l'última frase, i el 1897 paràgraf la resta de prohibicions. Amb tot, el paràgraf núm.12 estableix que més de la meitat de les persones del Consell d'Estat han de ser membres de l'església estatal, un paràgraf que ha tingut gran controvèrsia. Dues esmenes de la constitució van introduir el sufragi universal masculí el 1898 i el sufragi universal el 1913.

## Idioma
Els esdeveniments i la constitució de 1814 van tenir lloc quan es conformava la identitat noruega. Per aquesta raó i per tal de mantenir el text amb coherència, està escrita en un idioma proper al danès. S'ha de tenir en compte que el 1814 el danès era la llengua usada per als escrits. Els dos estàndards actuals del noruec escrit actual el Bokmål y el Nynorsk, no es van desenvolupar fins a finals del segle xix. El 1903 la Constitució es va sotmetre a una lleugera revisió lingüística, es va adequar l'ortografia d'algunes paraules que havien canviat des de 1814, però es va mantenir l'estil i el llenguatge del danès conservador del segle xix.
Totes les modificacions recents han tractat d'imitar el llenguatge de la versió de 1903, cosa que ha donat unes construccions lingüístiques peculiars. Per exemple, la paraula medi ambient està escrita amb l'antiga ortografia medio diferent al noruec i danès modern que és Miljø; a més de tenir un significat que no existia al segle xix. El grup ètnic Sami és den samiske Folkegruppe, la paraula sami (samisk) no es va començar a fer servir fins a la dècada de 1970. El 1814 o el 1903 s'hauria fet servir el mot lapó (lappisk), però aquest mot era clarament pejoratiu.
Com que les esmenes són elaborades pels polítics i que aquests no són competents en el danès del segle xix, alguns aspectes de l'ortografia moderna del noruec s'han anat introduint a la Constitució. S'han suggerit diferents enfocaments per tal de revisar la llengua del document:
- Modificar el llenguatge i reescriure la Constitució fent servir l'ortografia i els usos actuals.
- Utilitzar l'estàndard de 1903, però corregir diversos passatges que no s'ajusten a la norma.
- Recuperar la llengua al nivell de 1814, aquesta és una opció que allunya el text de la majoria dels noruecs, que ja els costa prou de llegir-la.
- Actualitzar la llengua a una de les reformes ortogràfiques, ja sigui la de 1917, 1938 o 1959. Continuaria essent un idioma conservador, però molt més proper als parlants actuals.

Una esmena constitucional del 2 de febrer de 2006 va tenir com a objectiu corregir 16 errors ortogràfics menors de la forma del 1903.
Es podria dir que Noruega és possiblement l'únic país que té una constitució escrita en un idioma estranger. Sens dubte, és l'únic estat que escriu les noves lleis en una llengua morta, a part del Vaticà, que fa servir el llatí. Fins i tot el nom oficial del Regne de Noruega que és (noruec:Kongeriket Norge/Kongeriket Noreg), en realitat, podria ser la forma danesa Kongeriget Norge si es pren al peu de la lletra la constitució.

## Tendències actuals
De tant en tant, es formulen propostes per separar l'església de l'estat, cosa que implicaria una modificació de l'article 2 de la Constitució. Aquest tema mai ha tingut el suport de la majoria de la Storting, però és un tema que continua en constant debat.
El Tribunal Superior del Regne Noruec es justifica per la Constitució i amb freqüència és (mal) usat per la Storting com una eina política per tal de controlar el govern durant el segle xix, però no s'ha fet cap impeachment des de 1927. Un informe parlamentari i una proposta d'esmena constitucional fou presentat el 2004 per tal de canviar el fonament jurídic del Tribunal Superior del Regne i reduir el seu pes polític. La proposta fou aprovada per unanimitat per la Stortign el 20 de febrer de 2007. El tribunal estarà compost per cinc membres de la Cort Suprema de Noruega (magistrats) i sis jutges designats per la Storting, en comptes de tota la Cort Suprema més el Lagting que és 1/4 part de la Storting.
Alguns estudiosos constitucionals sostenen que pot ser necessari canviar la constitució en el cas que Noruega entrés a la Unió Europea. Amb tot, el debat d'ingrés ha estat relativament quiet des del referèndum de 1994, per la qual cosa aquest canvi es veu bastant llunyà.